# Agulla arnaudi
Agulla arnaudi là một loài côn trùng trong họ Raphidiidae thuộc bộ Raphidioptera. Loài này được U. Aspöck miêu tả năm 1973.